# Brazil (álbum de Men at Work)
Brazil é um álbum ao vivo da banda australiana Men at Work, lançado em 1998. Esse álbum foi gravado em um show ao vivo no Brasil, daí o título. Foi lançado como Brazil'96, mas para o lançamento internacional, o ano foi removido e uma nova gravação de estúdio, "The Longest Night", foi adicionada.

## Recepção
Em sua análise retrospectiva, a Allmusic escreveu que: "Os novos membros soam quase idênticos aos originais, e com um repertório estrelar composto quase inteiramente de material clássico, é quase impossível ouvir a diferença entre os lineups de 1996 e 1983 do Men at Work." .
| Críticas profissionais                                                      | Críticas profissionais |
| Avaliações da crítica                                                       | Avaliações da crítica  |
| Fonte                                                                       | Avaliação              |
| --------------------------------------------------------------------------- | ---------------------- |
| allmusic                                                                    | [ 2 ]                  |
| Esta tabela precisa de ser acompanhada por texto em prosa. Consulte o guia. |                        |

## Faixas
| N.º            | Título                      | Compositor(es)       | Melodia                                    | Duração |  |
| 1.             | "Batucada"                  |                      |                                            | 0:23    |  |
| 2.             | "Overkill"                  | Colin Hay            | C. Hay                                     | 4:19    |  |
| 3.             | "Touching the Untouchables" | C. Hay, Ron Strykert | R. Strykert                                | 3:53    |  |
| 4.             | "Catch a Star"              | C. Hay               | C. Hay                                     | 3:43    |  |
| 5.             | "Into My Life"              | C. Hay               | C. Hay                                     | 5:29    |  |
| 6.             | "No Sign of Yesterday"      | C. Hay               | C. Hay                                     | 7:09    |  |
| 7.             | "Down Under"                | C. Hay               | C. Hay, Strykert                           | 7:23    |  |
| 8.             | "Underground"               | C. Hay               | C. Hay                                     | 3:50    |  |
| 9.             | "Helpless Automaton"        | Greg Ham             | G. Ham                                     | 3:40    |  |
| 10.            | "Who Can It Be Now?"        | C. Hay               | C. Hay                                     | 3:57    |  |
| 11.            | "No Restrictions"           | C. Hay               | C. Hay                                     | 4:24    |  |
| 12.            | "Everything I Need"         | C. Hay               | C. Hay                                     | 3:29    |  |
| 13.            | "Dr. Heckyll and Mr. Jive"  | C. Hay               | C. Hay                                     | 4:16    |  |
| 14.            | "Down by the Sea"           | C. Hay               | C. Hay, R. Strykert, G. Ham, Jerry Speiser | 6:37    |  |
| 15.            | "It's a Mistake"            | C. Hay               | C. Hay                                     | 5:22    |  |
| 16.            | "Be Good Johnny"            | C. Hay               | C. Hay, G. Ham                             | 4:33    |  |
| 17.            | "The Longest Night"         | G. Ham               | G. Ham                                     | 4:07    |  |
| Duração total: | Duração total:              | Duração total:       | Duração total:                             | 76:11   |  |

Notas:
- Todas as músicas foram gravadas ao vivo durante a turnê de Men at Work "Brazil", em maio de 1996, com exceção de "The Longest Night", que foi gravada no Secret Garden Studio (Melbourne), em março de 1998.

## Músicos
- Colin Hay - guitarra, vocal principal (exceto em "Helpless Automaton")
- Greg Ham - flauta, guitarra, harmonica, teclado, saxofone, vocalista principal em "Helpless Automaton", backing vocals.
- Simon Hosford - guitarra, vozes de fundo.
- Stephen Hadley - Baixo, backing vocals
- John Watson - Bateria (exceto em "The Longest Night")
- Tony Floyd - Bateria em "The Longest Night"

## Produção
- Produtores: Greg Ham, Colin Hay
- Engenheiros: David Dale, Greg Ham
- Mixagem: David Dale, Michael Letho
- Edição: Greg Ham, Joe Privitelli
- Programação: Greg Ham
- Arranjos: Toots Wostry
- Coordenação: Greg Ham
- Fotografias: Greg Ham, Ana Hernandez, Isamu Sawa
- Direção de arte: Steve Hunt
- Design: Steve Hunt
- Conceito: Greg Ham